# Anthophora oldi
Anthophora oldi là một loài Hymenoptera trong họ Apidae. Loài này được Meade-Waldo mô tả khoa học năm 1914.
Loài này phân bố ở Zimbabwe.